# Museu Lasar Segall

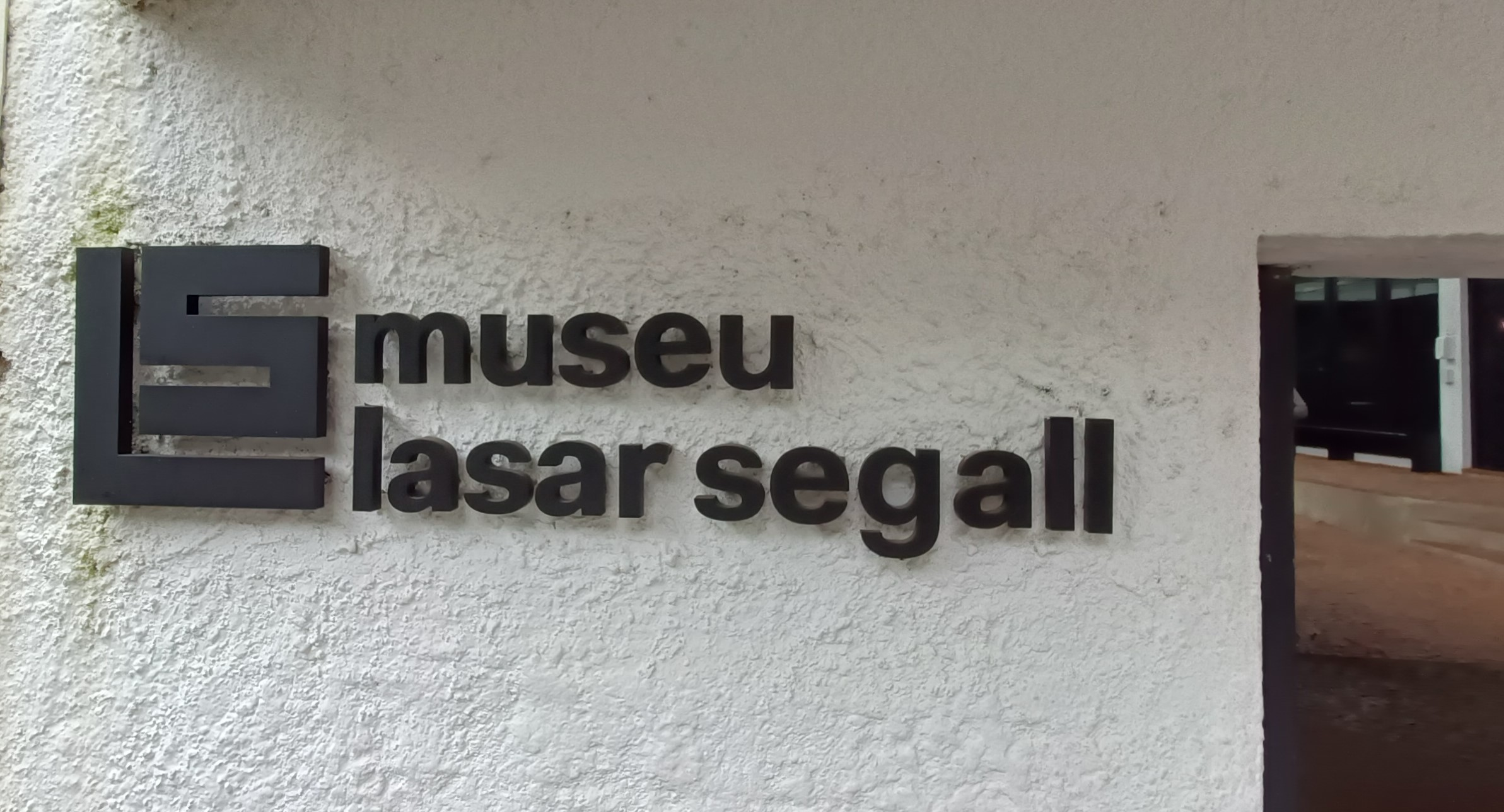
Schriftzug des Museumsnamens

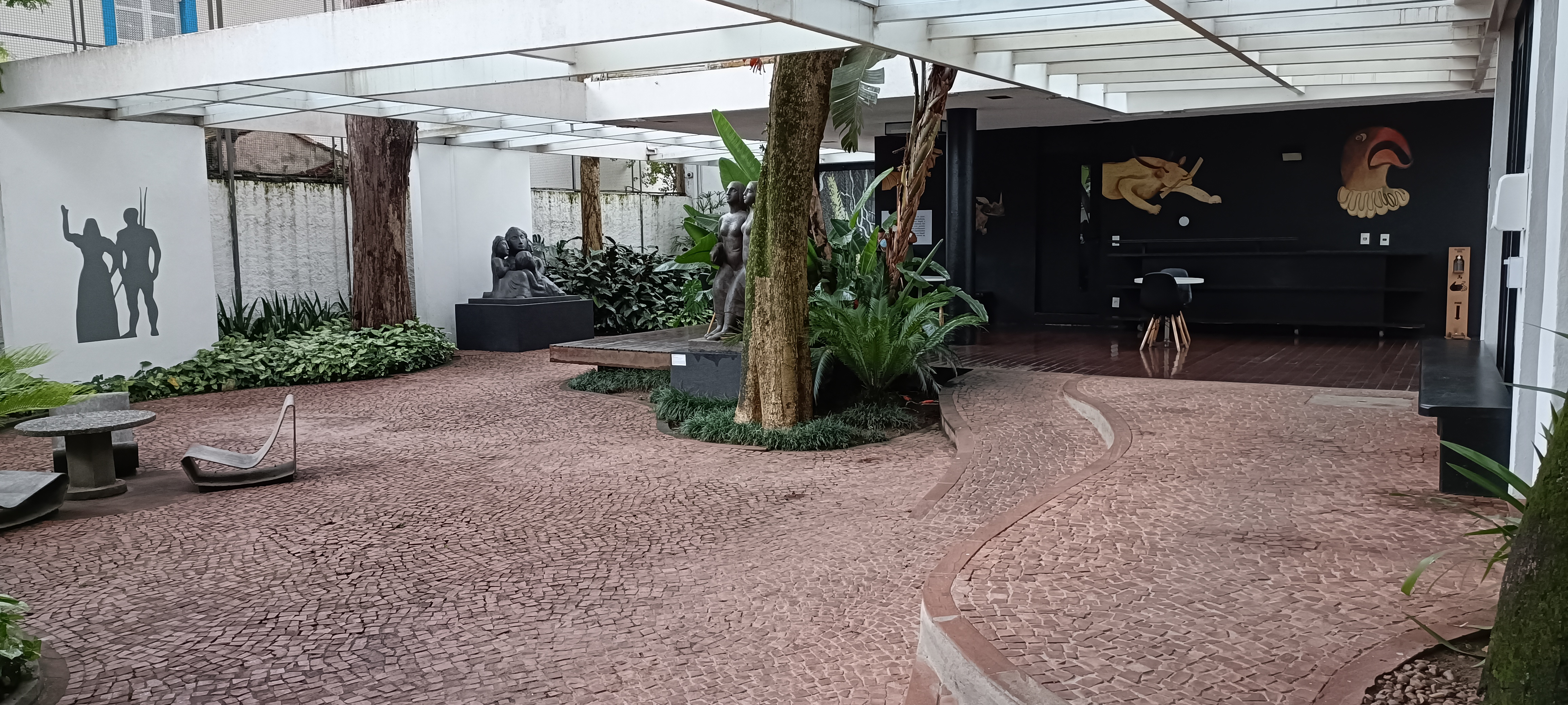
Innenhof des Museums (2023)

Das Museu Lasar Segall ist ein dem litauisch-brasilianischen, jüdischen Künstler Lasar Segall gewidmetes Kunstmuseum in São Paulo in der Rua Berta 11 im Stadtteil Vila Mariana. Das 1967 eröffnete Museum beherbergt Sagalls künstlerischen Nachlass von gut 3000 seiner Werke und machte eine Auswahl davon der Öffentlichkeit zugänglich.

## Geschichte
Nach dem Tod Sagalls im August 1957 begann seine Witwe Jenny Klabin Segall seine Werke zu sammeln, katalogisieren und zu kuratieren, um diese in einem ihren Ehemann gewidmeten Museum auszustellen. Als Ort für das Museum wählte Segall das bis dato vom Ehepaar Sagall bewohnte Wohnhaus mit Atelier im São Pauloer Stadtteil Vila Mariana, 1932 im modernistischen Stile errichtet nach Plänen von Lasar Segalls Schwager Gregori Warchavchik.
Das Museum wurde am 21. September 1967 eröffnet, ein Monat nach dem Tod Sagalls Witwe Jenny Sagall. Die Söhne des Ehepaar, Oscar und Maurício Segall, übernahmen die Fertigstellung des Museums und die Gründung der Stiftung als Inhaberin der Einrichtung. Sohn Maurício Klabin Segall leitete das Museum für mehr als 30 Jahre. 1985 wurde das Museum in die Fundação Nacional Pró-Memória integriert, die wiederum Bestandteil des Instituto do Patrimônio Histórico e Artístico Nacional (IPHAN) ist und damit dem Kulturministerium untersteht.